# Бульвар Адмирала Ушакова (станция метро)
«Бульва́р Адмира́ла Ушако́ва» — станция Московского метрополитена, расположена на Бутовской линии между станциями «Улица Скобелевская» и «Улица Горчакова». Открыта 27 декабря 2003 года в составе участка «Улица Старокачаловская» — «Бунинская аллея». Названа по одноимённому бульвару, носящему имя адмирала Ф. Ф. Ушакова.

## История
Станция открыта 27 декабря 2003 года в составе участка «Улица Старокачаловская» — «Бунинская аллея», после ввода в эксплуатацию которого в Московском метрополитене стало 170 станций.

## Вестибюли и пересадки
На станции один вестибюль (западный), расположенный между улицами Адмирала Лазарева и Южнобутовской. В восточном торце платформы смонтирован лифт для спуска и подъёма инвалидных колясок.

## Характеристика
Конструкция станции — надземная с островной платформой, сооружена на эстакаде, типовой проект. Длина платформы: 90 м, ширина платформы: 7 м, высота платформы: 9,6 м. Платформа закрыта от осадков металлическим навесом, который поддерживается рядом парных опор по оси станции. Пути с внешних сторон закрывает противошумовой экран.

## Путевое развитие
За станцией расположен однопутный тупик, используемый для оборота и отстоя составов. Поезда иногда следуют не по полному маршруту линии, а лишь до этой станции.

## Наземный общественный транспорт
На этой станции можно пересесть на следующие маршруты городского пассажирского транспорта:
- Автобусы: с1, 146, 293, 877, 895, 902, с916, 917, 931, с936, с953, 967, н8

## Галерея
- Общий вид станции
- Посадочная платформа
- Поезд на станции
- Название станции на стене вестибюля

## Станция в цифрах
- Таблица времени прохождения первого поезда через станцию[2]:

| По чётным числам                       | Будние дни | Выходные дни |
| По нечётным числам                     | Будние дни | Выходные дни |
| В сторону станции «Улица Скобелевская» | 06:02      | 06:03        |
| В сторону станции «Улица Скобелевская» | 06:02      | 06:03        |
| В сторону станции «Улица Горчакова»    | 05:48      | 05:48        |
| В сторону станции «Улица Горчакова»    | 05:48      | 05:48        |